# El Bosque, Spanien
El Bosque är en ort i Spanien.   Den ligger i provinsen Provincia de Cádiz och regionen Andalusien, i den södra delen av landet, 400 km söder om huvudstaden Madrid. El Bosque ligger 289 meter över havet och antalet invånare är 1 984.
Terrängen runt El Bosque är lite bergig. Runt El Bosque är det glesbefolkat, med 10 invånare per kvadratkilometer. Närmaste större samhälle är Ubrique, 10,4 km sydost om El Bosque. 